# Liste der Wappen in der Provinz L’Aquila
Die Liste der Wappen in der Provinz L’Aquila beinhaltet alle in der Wikipedia gelisteten Wappen der Orte der Provinz L’Aquila in der Region Abruzzen in Italien. In dieser Liste werden die Wappen mit dem Gemeindelink angezeigt.

## Wappen der Provinz L’Aquila

Provinz L’Aquila
Lage der Provinz in Italien

## Wappen der Orte der Provinz L’Aquila

Acciano
Alfedena
Anversa degli Abruzzi
Ateleta
Avezzano
Balsorano
Barete
Barisciano
Barrea
Bisegna
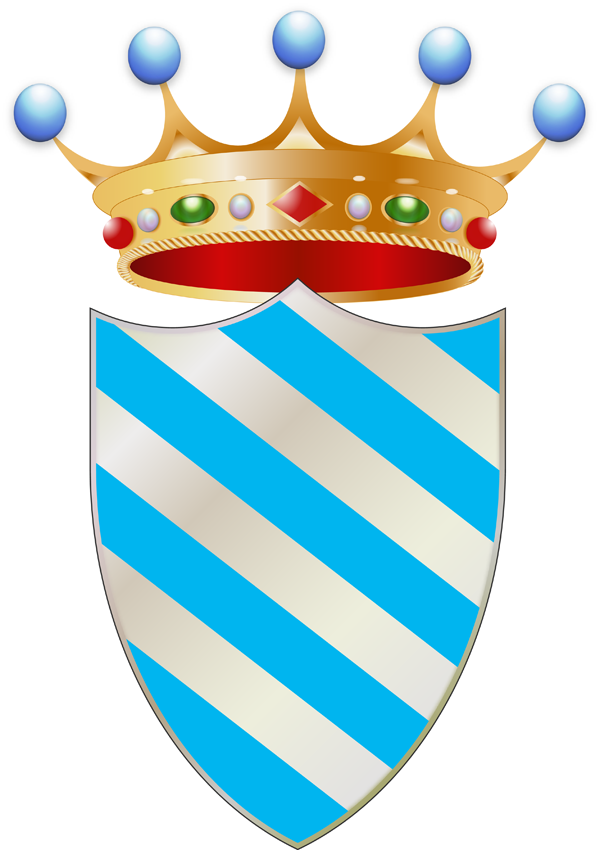
Bugnara
Cagnano Amiterno
Calascio
Campo di Giove
Campotosto
Canistro
Cansano
Capestrano
Capistrello
Capitignano
Caporciano
Cappadocia
Carapelle Calvisio
Carsoli
Castel del Monte
Castel di Ieri
Castel di Sangro
Castellafiume
Castelvecchio Calvisio
Castelvecchio Subequo
Cerchio
Civita d’Antino
Civitella Alfedena
Civitella Roveto
Cocullo
Collarmele
Collelongo
Collepietro
Corfinio
Fagnano Alto
Fontecchio
Fossa
Gagliano Aterno
Gioia dei Marsi
Goriano Sicoli
Introdacqua
L’Aquila
Lecce nei Marsi
Luco dei Marsi
Lucoli
Magliano de’ Marsi
Massa d’Albe
Molina Aterno
Montereale
Morino
Navelli
Ocre
Ofena
Opi
Oricola
Ortona dei Marsi
Ortucchio
Ovindoli
Pereto
Pescasseroli
Pescina
Pescocostanzo
Pettorano sul Gizio
Pizzoli
Poggio Picenze
Prata d’Ansidonia
Pratola Peligna
Prezza
Raiano
Rivisondoli
Rocca Pia
Rocca di Botte
Rocca di Cambio
Rocca di Mezzo
Roccacasale
Roccaraso
San Benedetto dei Marsi
San Benedetto in Perillis
San Demetrio ne’ Vestini
San Pio delle Camere
San Vincenzo Valle Roveto
Sant’Eusanio Forconese
Sante Marie
Santo Stefano di Sessanio
Scanno
Scontrone
Scoppito
Scurcola Marsicana
Secinaro
Tagliacozzo
Tione degli Abruzzi
Tornimparte
Trasacco
Villa Sant’Angelo
Villa Santa Lucia degli Abruzzi
Villalago
Villavallelonga
Villetta Barrea
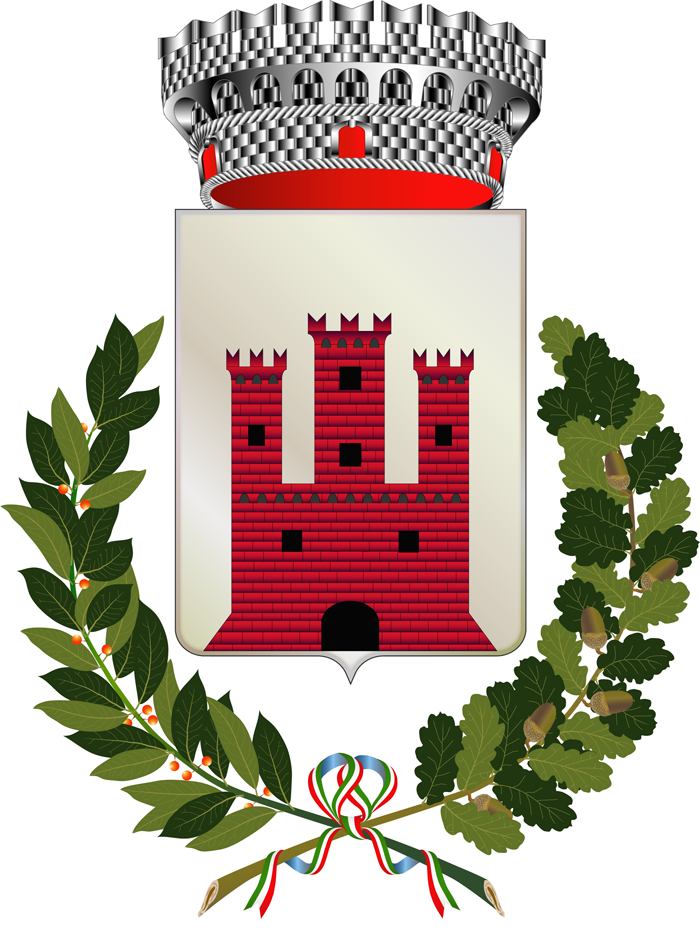
Vittorito